# Aleksandra Paluch
Aleksandra Paluch, z d. Jacek (ur. 9 lipca 1983 w Żorach) – polska piłkarka ręczna, zawodniczka kadry narodowej grająca na pozycji obrotowej. Mistrzyni Polski (2011)

## Kariera sportowa
Jest wychowanką klubu TS Pogoń 1922 Żory. Od 2003 występuje w Zagłębiu Lubin. Z lubińskim klubem zdobyła mistrzostwo Polski w 2011, pięć tytułów wicemistrzowskich (2006, 2009, 2010, 2012, 2013) i dwa brązowe medale mistrzostw Polski (2007, 2008).
W reprezentacji Polski debiutowała 6 marca 2002 w towarzyskim spotkaniu ze Słowacją. Wystąpiła m.in. na mistrzostwach świata w 2005 (19. miejsce) i 2007 (11. miejsce) oraz mistrzostwach Europy w 2006 (8. miejsce).
W czerwcu 2010 r. wyszła za mąż za Jarosława Palucha, polskiego piłkarza ręcznego.
W maju 2016 roku ogłosiła zakończenie kariery sportowej.